# اپسیلون-آمانیتین
اپسیلون-آمانیتین (به انگلیسی: Epsilon-Amanitin) با فرمول شیمیایی C39H53N9O14S یک ترکیب شیمیایی با شناسه پاب‌کم 8857 است. که جرم مولی آن ۹۰۳٫۹۶ گرم بر مول می‌باشد. شکل ظاهری این ترکیب، بلورهای جامد بی‌رنگ است.